# Pour vivre ici
Pour plus de détails, voir Fiche technique et Distribution.
Pour vivre ici est un film québécois réalisé par Bernard Émond sorti en 2018 et mettant en vedette Élise Guilbault.

## Synopsis
À Baie-Comeau sur la Côte-Nord, Monique, une infirmière retraitée, fait le deuil de son mari en marchant et en parcourant des endroits par où ils ont passé ensemble. Finalement, elle part pour Montréal où demeurent ses enfants et Sylvie, ex-petite-amie de François, son fils décédé. Puis, elle retourne à Sturgeon Falls, petite ville du nord-est de l'Ontario d'où elle est originaire, avant de, finalement, revenir à son point de départ en compagnie de Sylvie en laquelle elle retrouve les qualités d'empathie et d'écoute de son mari.

## Fiche technique
Source : IMDb et Films du Québec
- Titre original : Pour vivre ici
- Réalisation : Bernard Émond
- Scénario : Bernard Émond
- Musique : Robert Marcel Lepage
- Direction artistique : Caroline Alder
- Costumes : Sophie Lefebvre
- Maquillage : Djina Caron
- Coiffure : Josée Lemire
- Photographie : Jean-Pierre St-Louis
- Son : Marcel Chouinard, Martin Allard, Simon Gervais, Stéphane Bergeron
- Montage : Annie Jean
- Production : Bernadette Payeur
- Société de production : Association coopérative de productions audio-visuelles (ACPAV)
- Sociétés de distribution : Les Films Séville
- Pays de production :  Canada
- Tournage : du 6 février au 21 mars 2017, à Montréal, Tadoussac, Baie-Comeau, Nipissing Ouest (région de Sudbury)
- Langue originale : français
- Format : couleur — format d'image : 1,85:1
- Genre : drame psychologique, film routard
- Durée : 90 minutes
- Dates de sortie :
  - Canada : 21 février 2018 (première en ouverture de la 36e édition des Rendez-vous Québec Cinéma)
  - Canada : 23 février 2018 (sortie en salle au Québec)
  - Estonie : novembre 2018 (En compétition officielle à la 22e édition du Festival du film Nuits noires de Tallinn)
- Classification :
  - Québec : Visa général[2]

## Distribution
- Élise Guilbault : Monique Langevin, née Germain
- Sophie Desmarais : Sylvie, ex-petite-amie de François, son fils décédé
- Danny Gilmore : Stéphane Langevin, fils de Monique
- Marie Bernier : Denyse Langevin, fille de Monique
- Amena Ahmad : Adhita
- Claude Lemieux : Paul Dumais
- Angèle Coutu : narratrice
- André Kasper : Jonathan, fils aîné de Stéphane
- Matis Ross : Émile, fils cadet de Stéphane
- Hélène Dallaire : Lise Dubé, amie d'enfance de Monique
- Daniel Robillard : curé de Verner
- Pandora Topp : femme à la maison natale

## Distinctions

### Récompenses
- Festival du film Nuits noires de Tallinn 2018 : prix de la meilleure photographie : Jean-Pierre St-Louis[3]

### Nominations
- Prix Iris 2018 : meilleure actrice : Élise Guilbault